# Anticoma asupplementa
Anticoma asupplementa is een rondwormensoort uit de familie van de Anticomidae. De wetenschappelijke naam van de soort is voor het eerst geldig gepubliceerd in 1987 door Keppner.